# جوزيبي روسو
جوزيبي روسو (بالإيطالية: Giuseppe Russo)‏ (27 يونيو 1983 قطانية إيطاليا - ) هو لاعب كرة قدم إيطالي يلعب كلاعب وسط.

## روابط خارجية
- جوزيبي روسو على موقع قاعدة بيانات كرة القدم.إي يو (الإنجليزية)
- جوزيبي روسو على موقع Soccerway.com (الإنجليزية)
- جوزيبي روسو على موقع عالم كرة القدم.نت (الإنجليزية)
- جوزيبي روسو على موقع AS.com (الإسبانية)